# Ecphysis roboginosa
Ecphysis roboginosa là một loài bướm đêm trong họ Geometridae.